# Carmen Cavallaro
Carmen Cavallaro (6 mai 1913 - 12 octobre 1989) est un pianiste américain, l’un des pianistes de musique légère les plus populaires de sa génération, souvent surnommé de son vivant « le poète du piano ».

## Carrière musicale
Carmen Cavallaro nait à New York.
Il se révèle musicien dès ses trois ans, jouant d'oreille ses airs préférés, sur un piano jouet. Ses parents lui font suivre des cours de piano classique. Jeune adulte, il part en tournée en Europe, et joue dans de nombreuses capitales.
À 20 ans, il rejoint l'orchestre d'Al Kavelin (en), dont il devient rapidement le soliste vedette. Après quatre ans avec Kavelin, il joue dans les orchestres de Rudy Vallée, Enric Madriguera, Abe Lyman (en) et d'autres big bands
.
En 1939, à Saint-Louis (Missouri), il forme son premier groupe, un quintette qui, sa popularité croissant rapidement, devient un orchestre de 14 musiciens, et sort 19 albums pour Decca.
Le groupe sillonne les États-Unis et joue dans toutes les grandes salles ; il est particulièrement remarqué à San Francisco à l’Hôtel Mark Hopkins — qui verra se produire George Shearing et Mel Tormé,
à l’Hôtel Astor de New York, à Chicago au Palmer House, et à Los Angeles au Coconut Grove Ambassador Hotel.
Le disque le plus vendu de Cavallaro est sa version de la Polonaise, opus 53 de Chopin

Une étoile du Hollywood Walk of Fame de Hollywood, porte son nom.

## Influences et style
Son jeu souligne la mélodie du morceau en arpèges scintillants et ondulants allant jusqu'à trois voire quatre octaves.
On lui doit surtout de la musique de danse, en rythmes latins et tangos et quelques arrangements de mélodies classiques. Liberace a été grandement influencé par Cavallaro
.
Cavallaro est élu à l'American Society of Composers, Authors and Publishers (ASCAP) en 1957.[réf. nécessaire]

## Radio et cinéma
La radio et le cinéma contribuent à la popularité de Cavallaro: il est l'animateur régulier d'émissions de NBC dans les années 1940
, et est acteur dans des films comme Hollywood Canteen. (1944), Diamond Horseshoe (1945), Out of This World (1945) et The Time, The Place et The Girl (1946). Ce sont ses mains qui jouent quand Tyrone Power interprète Eddy Durchin dans The Eddy Duchin Story (1956).

## Vie privée
Cavallaro et sa femme Wanda, mariés le 6 mai 1935, ont trois enfants. Ils divorcèrent le 28 décembre 1962.
Cavallaro meurt d'un cancer de la prostate le 12 octobre 1989 à Columbus[réf. nécessaire].
Sa seconde épouse, Donna, meurt à 79 ans en 2011 à Columbus.

## Discographie

### Albums
- - 1941 : I'll See You In My Dreams, Decca Records
  - 1941 : All The Things You Are..., Decca Records
  - 1942 : Strauss Waltzes, Decca Records
  - 1942 : Songs Of Our Times 1932, Decca Records
  - 1947 : Serenade: Italian Folk Songs, Decca Records
  - 1948 : Irving Berlin Songs with Dick Haymes, Decca Records
  - 1949 : For Sweethearts Only, Decca Records
  - 1950 : Carmen Cavallaro At The Piano, Decca Records
  - 1950 : Songs Of Our Times 1921, Decca Records
  - 1950 : Richard Rodgers And Oscar Hammerstein II, Decca Records
  - 1951 : Guys And Dolls, Decca Records
  - 1952 : Tangos for Romance, Decca Records
  - 1956 : Rome at Midnight, Decca Records
  - 1956 : For Latin Lovers, Decca Records
  - 1956 : The Masters' Touch, Decca Records
  - 1957 : Poetry In Ivory, Decca Records
  - 1958 : Cavallaro With That Latin Beat, Brunswick Records
  - 1958 : 12 Easy Lessons In Love, Decca Records
  - 1959 : Dancing In The Dark, Decca Records
  - 1960 : Informally Yours, Decca Records
  - 1960 : Plays His Show Stoppers, Decca Records
  - 1960 : The Franz Liszt Story. Decca Records
  - 1960 : Cocktails with Cavallaro, Decca Records
  - 1961 : Cocktail Time, Decca Records
  - 1962 : Swingin' Easy, Decca Records
  - 1962 : Hits from Hollywood, Decca Records
  - 1965 : Eddy Duchin Remembered, Decca Records